# تصویربرداری مغناطیس پذیر شده

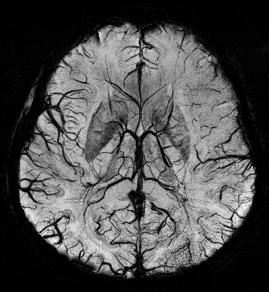
SWI Image acquired at 4 Tesla showing the veins in the brain.

تصویر برداری پذیرفتاری مغناظیسی شده (به انگلیسی: Susceptibility weighted imaging یا SWI) در حقیقت تصویربرداری از وریدها به روش BOLD نامیده می‌شود. در این روش با استفاده از نوعی کنتراست در تصویربرداری تشدید مغناطیسی (MRI) تصویر متفاوتی از دانسیته اسپین معمولی، T۱ و T۲ بدست می‌آید.
SWI با استفاده از جبران‌کننده جریان شدید، اکوی بلند و توالی پالس GRE تصویرسازی می‌کند.
این روش از حساسیت مغناطیسی متفاوت میان بافتها بهره می‌برد و از تصاویر فازی برای آشکار نمودن این تفاوت‌ها استفاده می‌کند. داده‌های مقداری و فازی با هم ترکیب می‌شوند و تصویر بسیار عالی که به جریان خون وریدی، خون‌ریزی و ذخیره آهن خون حساس است تولید می‌شود.
تصویربرداری از خون وریدها به وسیله  SWI با تکنیک BLOD که مخفف: خون(Blood)، اکسیژن(Oxygen)، سطح وابسته  (level dependent) است، انجام می‌شود که این نام  برمی گردد به روش ونوگرافی BLOD  که پیش از این مرسوم بوده‌است.
به علت حساسیت SWI نسبت به خون وریدها معمولاً در جراحتهای مغزی ناشی از ضربه (TBI) و برای ونوگرافی‌های مغزی با قدرت تفکیک بالا استفاده می‌شود البته کاربردهای بالینی دیگری هم دارد.
SWI به صورت بسته بالینی در دستگاه‌های ام آر آی فیلیپس و زیمنس عرضه شده اما می‌توان در دستگاه‌های دیگر شرکت‌ها با شدت میدان ۱،۱٫۵،۳ تسلا و بالاتر این برنامه را فعال کرد.

## تصویرسازی
در SWI از جبران‌کننده سرعت، سه بعدی سازی، از بین برنده RF، قدرت تفکیک بالا، اسکن گرادیان اکوی سه بعدی(GRE)  استفاده می‌شود. مقادیر و تصاویر فاز هر دو ذخیره می‌شوند و تصویر فاز به صورت بالا گذر (HP) فیلتر می‌شود تا آرتیفکت‌های ناخواسته  حذف شوند. تصویر مقداری با تصویر فاز  ترکیب می‌شود تصویری با کنتراست افزایش یافته تولید می‌شود که همان SWI  است. همچنین معمولاً تصویر حداقل شدت پروجکشن(mlP)   ۸ تا ۱۰ میلی‌متر برای مشاهده بهتر اتصالات وریدی تولید می‌شود. بنابراین در این روش ۴ دسته تصویر حاصل می‌شود، تصویر مقادیرعددی اصلی، تصویر فازی فیلتر شده HP، تصویر SWI و تصویر   mlP روی تصویر SWI.

## جراحات مغزی ناشی از ضربه

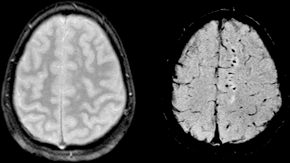
Comparison of diffuse axonal injury imaged with conventional GRE (left) and SWI (right) at 1.۵ T

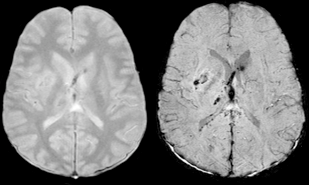
Comparison of hemorrhage imaged with conventional GRE (left) and SWI (right) at 1.۵ T

این روش می‌تواند خونریزی‌های بسیار کوچک، شکاف و جراحت آکسونی منتشر(DAI)   را نشان دهد این در حالیست که در بیماران تصادفی اغلب جراحات کوچک در تصاویر با قدرت تفکیک پایین دیده نمی‌شوند. در روش SWI تصاویر با رزولوشن بالا(۱میلی‌متر مکعب) گرفته می‌شوند این روش به شدت به خون‌ریزی که در مرز ماده سفید_خاکستری مغز باشد حساس است و می‌تواند چنین ضایعه کوچکی را نشان می‌دهد.

## سکته و خون‌ریزی
تصویربرداری دفیوژن (Diffusion) یکی از قوی‌ترین راه‌های آشکارسازی سکته حاد است. اگرچه تصاویر گرادیان اکو می‌توانند خون‌ریزی را نشان دهند SWI آن را بهتر نشان می‌دهد. برای مثال در تصاویر زیر تصویر گرادیان اکو ناحیه‌ای شبیه به ادم سمی سلولی را نشان  می‌دهد در حالیکه SWI آن را محل سکته و عروق تحت تأثیر آن را به وضوح نشان می‌دهد (داده‌ها در ۱٫۵ تسلا بدست آمده) ناحیه روشن در تصویر  گرادیان اکو، نواحی که تحت تأثیر سکته حاد قرار گرفته‌اند را نشان می‌دهند. پیکان‌ها در تصویر SWI بافت‌های در معرض خطر ناشی از سکته را نشان می‌دهند(A,B,C) و خود ناحیهٔ سکته را نشان می‌دهد). دلیل آن که می‌توان نواحی تحت تأثیر عروقی را ببینیم آن است که سطح اشباع اکسیژن در این بافتها کاهش یافته‌است، جریان در این ناحیه مغز می‌تواند پس از سکته کاهش یابد. موارد قابل بیان کردن دیگر افزایش یافتن حجم خون وریدی در موضع است.  برای بررسی سکته‌ها در آینده مقایسه تصاویر پرفیوژن(perfusion)  و SWI در مورد موضع جریان و اشباع اکسیژن آموزنده تر هستند.

## بیماری sturge-weber

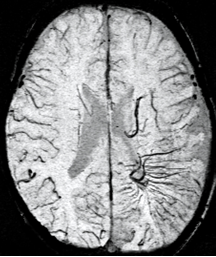
SWI venogram of a neonate with Sturge-Weber syndrome

تصویر ونوگرام SWI از نوزادی که بیماری sturge-weber دارد بیماری که علائم نورولوژیک را در تصویر سمت چپ نشان نمی‌دهد. در ابتدا تصاویر ام آر مرسوم هیچ ناهنجاری را نشان نمی‌دهد. وریدهای غیرطبیعی در لوب اکسیپیتال سمت چپ بین شاخ خلفی بطن و سطح قشری گسترش یافته و به وضوح در ونوگرام قابل مشاهده است.

## تومورها
بخشی از ویژگی‌های تومور به صورت کاذبی از رفتار آنژیوگرافیک ضایعه برداشت می‌شود مثلاً گسترش رگ‌های خونی و میکرو هموراژها هر دو به یک صورت دیده می‌شوند. تومورهای مهاجم مستعد رشد عروقی سریع و تعداد زیادی میکرو هموراژ هستند. از این رو توانایی نشان دادن این تغییرات تومور می‌تواند برای تعیین وضعیت تومور راهنمای خوبی باشد. افزایش حساسیت SWI نسبت به خون وریدی و تولید خون به علت تفاوت در مغناطیس‌پذیری شان در مقایسه با بافت‌های نرمال کنتراست بهتری برای آشکار ساختن محدوده تومور و خون‌ریزی تومور ایجاد می‌کند.

## بیماری ام اس (مالتیپل اسکلروزیس)
ام اس معمولاً با FLAIR و تصاویر  T1W با تزریق کنتراست مورد مطالعه قرار می‌گیرد. با اضافه کردن روش  SWI اتصالات وریدی ضایعات به علت وجود آهن قابل مشاهده است. این روش اطلاعات جدیدی در مورد فیزیولوژی ام اس در اختیارمان قرار می‌دهد.

## زوال عقل عروقی و بیماری عروقی آمیلوید مغزی(CAA)

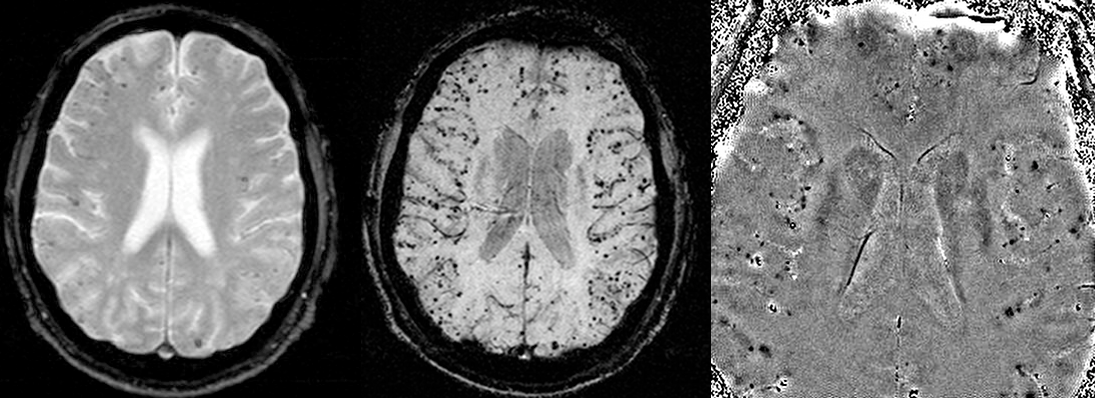
Images of CAA collected at 1.۵ T. Left, conventional T۲* (TE=۲۰ ms), center, SWI processed magnitude image (TE=۴۰ ms) and right, SWI phase image (TE=۴۰ ms)

تصاویر گرادیان اکو روش مرسوم نشان دادن خون‌ریزی در CAA است، این در حالیست که SWI روش بسیار حساس تری است که می‌توان تعداد زیادی از میکرو هموراژها را که در تصاویر گرادیان اکو گم می‌شوند آشکار سازد. تصاویر گرادیان اکوی معمول به صورت T۲*w (TE=۲۰ms)کانونهایی با سیگنال ضعیف نشان می‌دهد که CAA را نشان می‌دهد. از طرف دیگر تصویر SWI مرکزی، با رزولوشن۰٫۵mm×۰٫۵mm×۲mm، پروجکشن روی ۸mm مراکز سیگنال پایین بسیار بیشتری را نشان می‌دهد. تصاویر فازی هم برای افزایش اثر ذخایر هموسیدرین موضعی استفاده می‌شود. یک مثال از تصویر فازی در سمت راست با رزولوشن بیشتر ۰٫۲۵mm×۰٫۲۵mm×۲mm  با وضوح بالایی مراکز متعددی را در CAA نشان می‌دهد.

## پنوموسفالی
تحقیقات اخیر توصیه می‌کند SWI می‌تواند برای زیر نظر گرفتن بیماران نورولوژیکی که از پنوموسفالی بهبودی پیدا کرده‌اند استفاده شود چون هوا به راحتی در SWI قابل مشاهده است.

## میدان بالا  SWI
SWI  انحصارا در سیستم‌هایی با میدان متوسط و بالا بدست می‌آیند؛ چونکه کنتراست در تصاویر فازی نسبت خطی با زمان اکو (TE) و قدرت میدان دارد. میدان بالا همچنین اجازه می‌دهد زمان اکو کوتاهتر شود بدون اینکه کنتراست کم شود بنابراین می‌توان زمان اسکن و آرتیفکت ناشی از حرکت را کاهش داد. نسبت سیگنال به نویز بالایی با میدان‌های بزرگ قابل دستیابی است بنابراین کیفیت اسکن افزایش می‌یابد و اجازه می‌دهد رزولوشن اسکن را بالاتر ببریم.